# Каннский кинофестиваль 2009
62-й Каннский фестиваль прошёл с 13 по 24 мая 2009 года. По мнению специалистов, в этот год организаторам удалось собрать очень сильную программу, в которой были представлены фильмы четырёх обладателей «Золотой пальмовой ветви» и других именитых и титулованных режиссёров. Всего в основной конкурс было включено двадцать фильмов из четырнадцати стран. Председателем жюри была французская актриса Изабель Юппер.
Главный приз — «Золотую пальмовую ветвь» — получил в шестой раз принимавший участие в главном конкурсе австрийский режиссёр Михаэль Ханеке за фильм «Белая лента» о немецкой деревне начала XX века.

## Ход фестиваля
Программа фестиваля была объявлена 23 апреля. Председателем жюри стала французская актриса Изабель Юппер.
Вскоре был представлен официальный постер фестиваля. В нём был использован кадр из фильма Микеланджело Антониони «Приключение» с героиней Моники Витти, выглядывающей из дверного проёма.
В основном конкурсе было представлено 20 фильмов, в числе которых новые работы лауреатов «Золотой пальмовой ветви» Джейн Кэмпион, Квентина Тарантино, Ларса Фон Триера и Кена Лоуча и картины именитых режиссёров, получавших другие награды в Канне и на других фестивалях — Алена Рене, Педро Альмодовара, Михаэля Ханеке, Энга Ли, Пака Чхан Ук и других. Больше всего в конкурсе оказалось французских лент (четыре). Не раз участвовавшие в фестивале и получавшие на нём награды Терри Гиллиам, Джим Джармуш и Фрэнсис Форд Коппола не прошли в основной конкурс.
Фестиваль впервые открылся анимационной лентой — 3D-мультфильмом «Вверх» студии «Pixar», который был показан вне конкурса. Из конкурсных фильмов первым был показан «Аквариум» британки Андреа Арнольд.
Один из наиболее ожидаемых фильмов фестиваля, «Антихрист» Ларса Фон Триера, стал самым громким провалом в основном конкурсе. Пресс-показ картины сопровождался свистом, а критические рецензии оказались по большей части отрицательными. Скандал вокруг «Антихриста» был усугублён специальным «антипризом» экуменического жюри.
В целом положительную реакцию вызвали «Пророк» Жака Одиара, «Разомкнутые объятия» Педро Альмодовара и «Белая лента» Михаэля Ханеке. Также благосклонно была встречена критиками картина «Сорные травы» 87-летнего Алена Рене.
В целом отмечалось большое количество насилия и секса в фильмах основного конкурса. Во многих из них, таких, как «Бойня», «Антихрист», «Бесславные ублюдки», «Жажда» содержались жестокие сцены, способные вызвать шок.

## Жюри

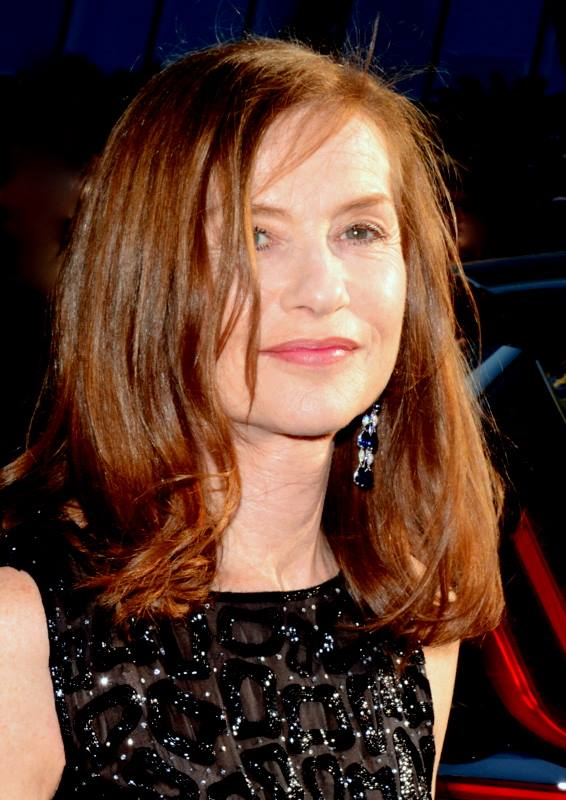
Изабель Юппер, председатель жюри основного конкурса

### Основной конкурс
- Изабель Юппер, актриса ( Франция) — председатель
- Азия Ардженто, актриса и режиссёр ( Италия)
- Джеймс Грей, режиссёр ( США)
- Ханиф Курейши, писатель и сценарист ( Великобритания)
- Ли Чхан Дон, режиссёр и сценарист ( Республика Корея)
- Робин Райт, актриса ( США)
- Нури Бильге Джейлан, режиссёр и оператор ( Турция)
- Шу Ци, актриса ( Китайская Республика)

### Особый взгляд
- Паоло Соррентино, режиссёр, сценарист ( Италия) — председатель
- Ума да Кунча, кастинг-директор ( Индия)
- Жюли Гайе, актриса, продюсер ( Франция)
- Пьер Хэндлинг, исполнительный директор фестиваля TIFF ( Канада)
- Марит Капла, журналист ( Швеция)

### Синефондасьон и конкурс короткометражных фильмов
- Джон Бурман, режиссёр ( Великобритания) — председатель
- Бертран Бонелло, режиссёр ( Франция)
- Ферид Бугедир, режиссёр ( Тунис)
- Леонор Силвейра, актриса ( Португалия)
- Чжан Цзыи, актриса ( Китай)

## Фильмы-участники конкурсной программы
- «Аквариум», реж. Андреа Арнольд ( Великобритания)
- «Антихрист», реж. Ларс Фон Триер ( Дания)
- «Белая лента», реж. Михаэль Ханеке ( Австрия)
- «Бесславные ублюдки», реж. Квентин Тарантино ( США)
- «Убой», реж. Брильянте Мендоса ( Филиппины)
- «Всё сначала», реж. Ксавье Джанолли ( Франция)
- «В поисках Эрика», реж. Кен Лоуч ( Великобритания)
- «Весенняя лихорадка», реж. Е Лоу ( Китай)
- «Штурмуя Вудсток», реж. Энг Ли ( США)
- «Возмездие», реж. Джонни То ( Гонконг)
- «Время, которое остаётся», реж. Элия Сулейман ( Государство Палестина)
- «Вход в пустоту», реж. Гаспар Ноэ ( Франция)
- «Жажда», реж. Пак Чхан Ук ( Республика Корея)
- «Лицо», реж. Цай Минлян ( Китайская Республика)
- «Карта звуков Токио», реж. Изабель Койшет ( Испания)
- «Побеждать», реж. Марко Беллоккьо ( Италия)
- «Пророк», реж. Жак Одиар ( Франция)
- «Разомкнутые объятия», реж. Педро Альмодовар ( Испания)
- «Сорняки», реж. Ален Рене ( Франция)
- «Яркая звезда», реж. Джейн Кэмпион ( Новая Зеландия)

## Внеконкурсная программа
- «Вверх», реж. Пит Доктер и Боб Петерсон ( США) — фильм открытия
- «Коко Шанель и Игорь Стравинский», реж. Жан Кунен ( Нидерланды) — фильм закрытия
- «Воображариум доктора Парнаса», реж. Терри Гиллиам ( США)
- «Агора», реж. Алехандро Аменабар ( Испания)
- «Не оглядывайся», реж. Марина де Ван ( Франция)
- «Затащи меня в ад», реж. Сэм Рэйми ( США)
- «Паника в деревне», реж. Стефани Обье, Венсан Патар ( Франция,  Бельгия,  Люксембург,  Великобритания)
- «Армия преступников», реж. Робер Гедигян ( Франция)

## Победители
- Золотая пальмовая ветвь
  - «Белая лента», реж. Михаэль Ханеке ( Австрия)
- Гран-при
  - «Пророк», реж. Жак Одиар ( Франция)
- Лучшая актриса
  - Шарлотта Генсбур ( Франция) за фильм «Антихрист»
- Лучший актёр
  - Кристоф Вальц ( Австрия) за фильм «Бесславные ублюдки»
- Лучший режиссёр
  - Брильянте Мендоса ( Филиппины) за фильм «Убой»
- Лучший сценарий
  - Мэй Фэн ( Китай) за фильм «Весенняя лихорадка»
- Приз жюри
  - «Аквариум», реж. Андреа Арнольд ( Великобритания)
  - «Жажда», реж. Пак Чхан Ук ( Республика Корея)
- Золотая пальмовая ветвь за короткометражный фильм
  - «Арена», реж. Жуан Салавиза ( Португалия)
- Золотая камера
  - «Самсон и Далила», реж. Уорик Торнтон ( Австралия)
- Специальный приз конкурса «Золотая камера»
  - «Аджами», реж. Скандар Копти, Ярон Шани ( Израиль)
- Синефондасьон
  - «Baba», реж. Zuzana Kirchnerova ( Чехия)
- Особый взгляд
  - «Клык», реж. Йоргос Лантимос ( Греция)
- Приз ФИПРЕССИ
  - «Белая лента», реж. Михаэль Ханеке ( Австрия)
  - «Полицейский, имя прилагательное», реж. Корнелиу Порумбою ( Румыния)
- Специальный приз жюри «За выдающиеся творческие достижения»
  - «Сорняки», режиссёр Ален Рене ( Франция)
- Почётная «Золотая пальмовая ветвь»
  - Клинт Иствуд ( США)